# Emily Tuttosi
Emily Tuttosi (Souris, 21 settembre 1995) è una rugbista a 15 canadese, tallonatrice dell'Exeter.

## Biografia
Nativa del Manitoba, le prime esperienze seniores di Tuttosi furono presso la squadra di rugby dell'Università di Calgary, i Dinos.
Fu nel periodo universitario che, a novembre 2017, guadagnò la sua prima convocazione e l'esordio in nazionale canadese.
Dopo la laurea si trasferì in Europa a Loughborough, squadra militante nella Women's Premier 15s, il campionato femminile inglese di vertice.
Nel 2020 Tuttosi fu ingaggiata dall'Exeter, altro club di Premier, andando a formarvi una prima linea tutta canadese insieme alle compagne di reparto McKinley Hunt e Olivia DeMerchant.
Convocata tra le 32 atlete per la Coppa del Mondo di rugby femminile 2021 in Nuova Zelanda, pur essendo una giocatrice di prima linea si mise in evidenza come miglior realizzatrice della fase a gironi del torneo, avendo realizzato sei mete (tre contro il Giappone, due contro l'Italia e una contro gli Stati Uniti), per venire poi superata nei play-off dalla neozelandese Portia Woodman; con la squadra canadese è giunta al quarto posto finale della competizione, dopo aver perso in semifinale contro l'Inghilterra e, nella finale di consolazione, contro la Francia.